# 矢田稚子
矢田 稚子（やた わかこ、1965年9月25日 - ）は、日本の政治家。
内閣総理大臣補佐官（賃金・雇用担当）、参議院議員（1期）、国民民主党副代表兼両院議員総会長、同顧問などを歴任。愛称は「やたわか」。

## 来歴

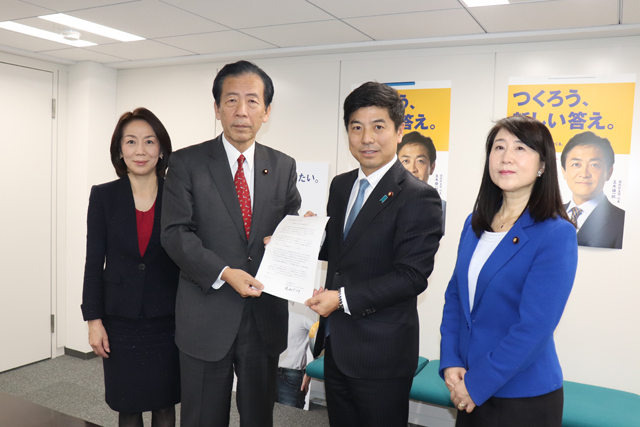
2019年、徳永エリ、平野博文、中根一幸と

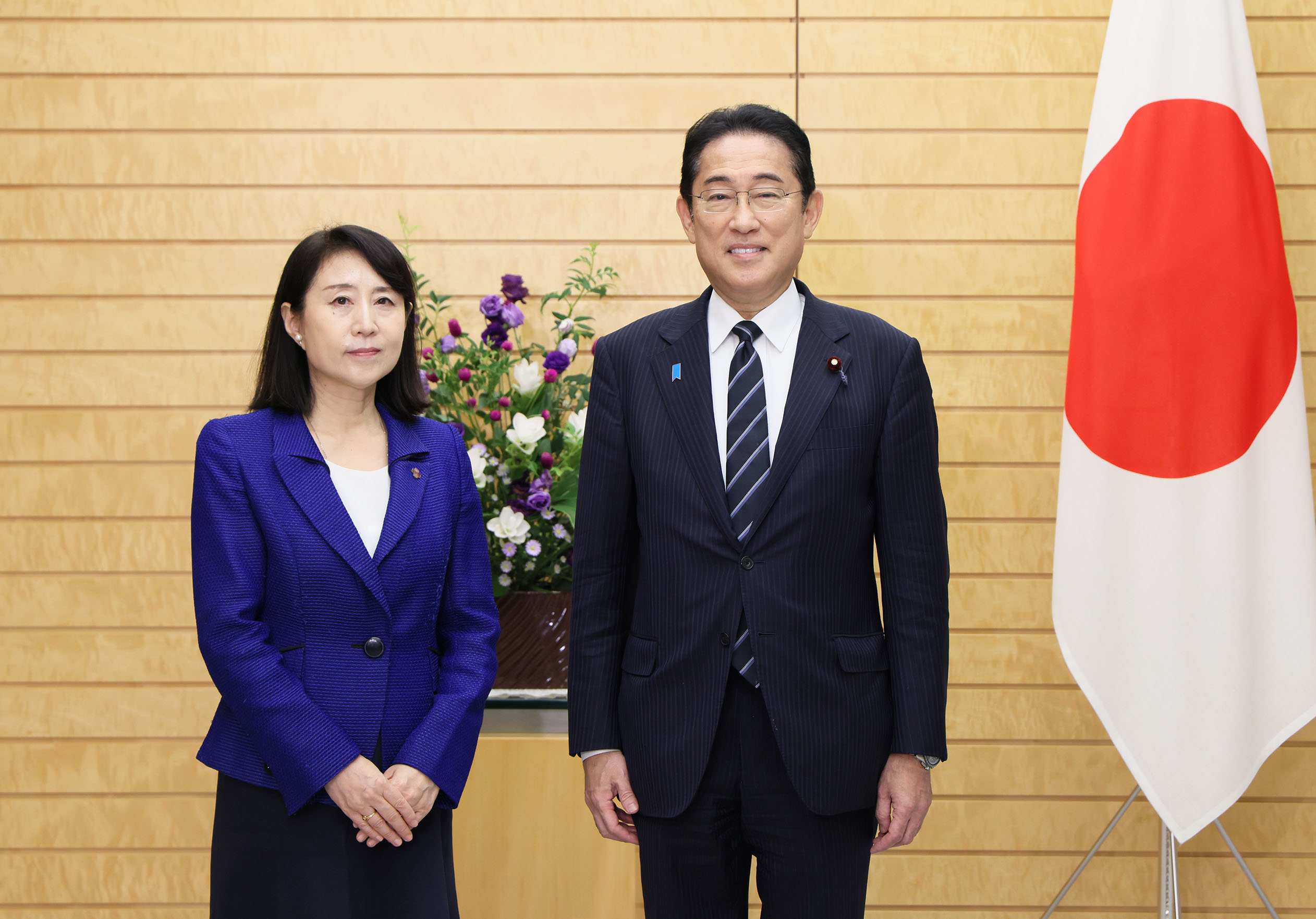
2023年、内閣総理大臣補佐官就任時に岸田文雄と

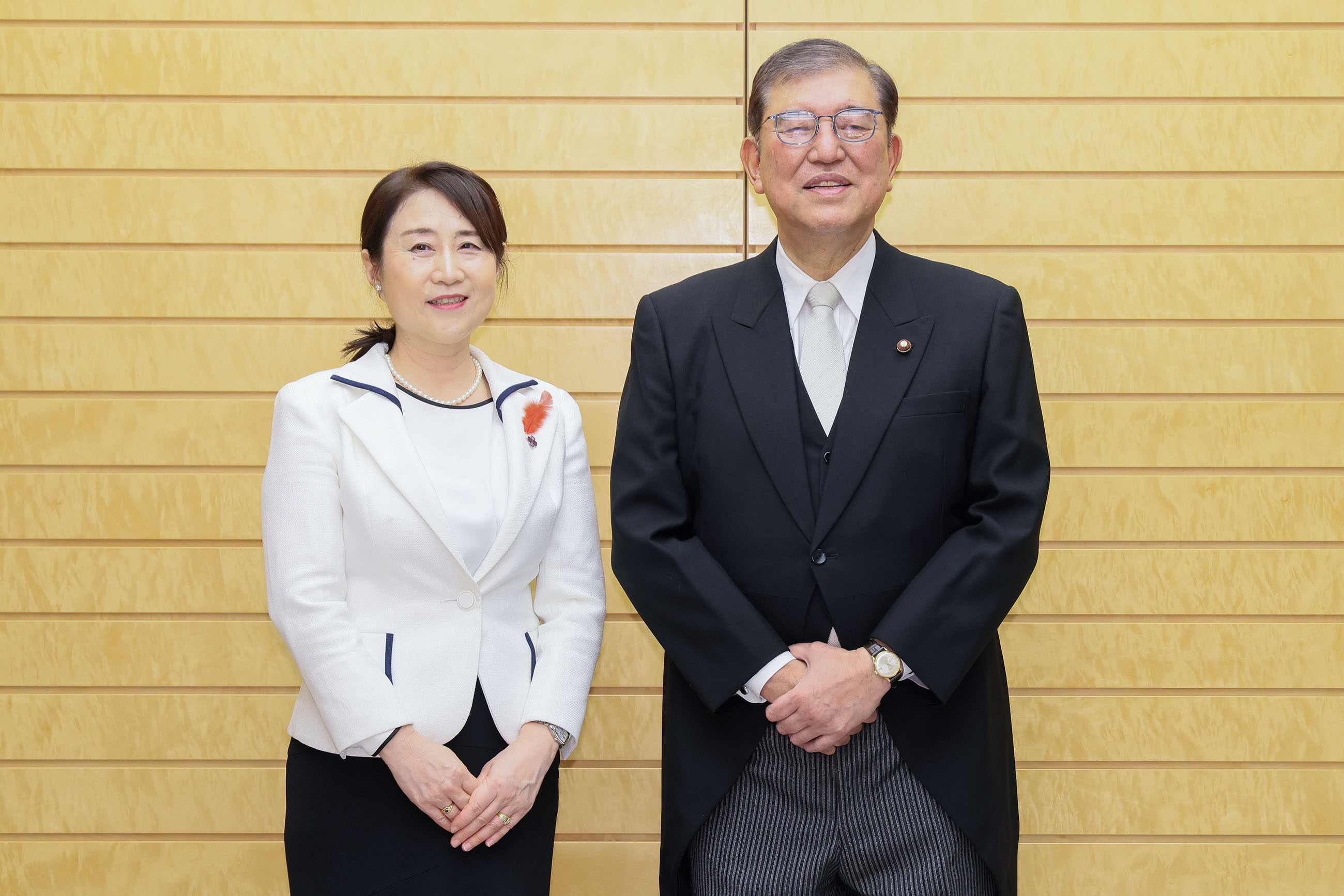
2024年、内閣総理大臣補佐官再任時に石破茂と

大阪府大阪市浪速区生まれ。寝屋川市で育つ。特別奨学金で大阪府立寝屋川高等学校に通う。2年生のときに、何百万円もの借金が家にあるという父母の会話を聞いて退学願を出すが、教師に引き止められる。店員、新聞配達、家庭教師などアルバイトを3つ4つかけもちしながら1984年に高校を卒業。弁護士を目指し大学への進学を希望していたが、両親の病気もありヤングケアラーとなっていた矢田は進学を断念し、同年、松下電器産業（現・パナソニック）に入社。オーディオ事業部人事部総務課に配属され、電話交換手を務めた。その後、オーディオ・ビデオ本部の女性社員能力開発室、経営企画室を経て、1999年4月よりAVC社ビデオ事業部門真人事二課主任。この間、自らの体験を活かし、意欲ある女性社員がいきいきと働ける風土・制度づくりに取り組む。
2000年7月より松下電器産業労働組合中央執行委員。2006年7月より松下電器産業労働組合連合会中央執行委員、2008年7月パナソニックグループ労働組合連合会書記次長を経て、2014年よりパナソニックグループ労働組合連合会副中央執行委員長。2009年7月より関西生産性本部労働政策委員を務める。また、電機連合で男女平等政策委員長を務めた。
2016年、電機連合の支援を受けていた加藤敏幸の引退に伴い、第24回参議院議員通常選挙に民進党公認で比例区から立候補。矢田の得票数は比例候補者22人中3位。同党が比例で獲得した11議席のうちに入り、初当選を果たした。
2017年10月27日、民進党代表の前原誠司が、同月の衆院選で党を分裂させる形で戦う原因をつくったことについて陳謝し、引責辞任を正式に表明。前原の辞任に伴う代表選挙（10月31日実施）では大塚耕平の推薦人に名を連ねた。
2018年5月7日、民進党と希望の党の合流により結党された国民民主党に参加した。
2020年9月1日、産業別労働組合の支援を受ける国民民主党の矢田稚子（電機連合）、浅野哲（同）、小林正夫（電力総連）、浜野喜史（同）、古本伸一郎（自動車総連）、濱口誠（同）、礒﨑哲史（同）、川合孝典（UAゼンセン）、田村麻美（同）ら組織内国会議員9人は、立憲民主党と国民民主党が合流する新党に参加しないと決めた。9月7日、玉木雄一郎を中心とする新「国民民主党」に加わる国会議員の募集が締め切られ、9人のうち矢田、浅野、小林、浜野の4人が同党に入党届を提出したことが明らかとなった。
同年10月より党副代表、男女共同参画推進本部長。2021年10月より党両院議員総会長兼務。
2022年7月10日投開票の第26回参議院議員通常選挙に比例区から国民民主党公認で立候補。矢田の得票数は比例候補者9人中4位であったため、同党が比例で獲得した3議席に届かず落選した。得票数は159,929票で、国民民主党のみならず全政党の落選者で最多得票となった。2022年8月に副代表を退任し、党顧問に就任。
2023年7月、次期参院選への不出馬を表明した。世代交代を理由に出身のパナソニックの労組が、次の参院選では矢田を推さないと決定したことが背景にあった。矢田自身はパナソニックに復職するとしている。同年9月、国民民主党顧問を退任した。
パナソニックに復職後の2023年9月15日、第2次岸田第2次改造内閣の内閣総理大臣補佐官（賃金・雇用担当）に就任した。時事通信社によればこの時点で矢田は国民民主党の党籍はないという。矢田は就任の経緯について9月12日にパナソニックの人事部門を通じて要請を聞いたと述べており、官邸から同社に対して打診があったとみられる。
2024年10月1日に発足した石破内閣においても内閣総理大臣補佐官に再任されたが、2025年3月31日付で退任した。

## 政策・主張

### 憲法問題
- 憲法改正について、「賛成」と回答している[23]。
- 憲法9条への自衛隊の明記について、「賛成」と回答している[24]。

### 外交・安保
- 政府のロシアに対する制裁措置について、「適切だ」と回答している[24]。
- 防衛費を今後どうしていくべきかについて、「ある程度増やすべき」と回答している[24]。
- 日本の核武装・核共有について、「日本は核保有も核共有もすべきではない」と回答している[23]。
- 敵のミサイル発射基地などを破壊する「敵基地攻撃能力」の保有について、「どちらかといえば反対」と回答している[24]。

### 経済・財政
- 財政健全化か経済対策かのどちらをより重視すべきかについて、「どちらかといえば経済対策」と回答している[24]。
- アベノミクスの考えについて、「評価できず、見直すべきだ」と回答している[23]。
- 10％の消費税率について、「引き下げるべきだ」と回答している[23]。
- 大企業や所得の多い人への課税を強化し、国の財源に充てることについて、「どちらかといえば賛成」と回答している[24]。
- 日本の環太平洋戦略的経済連携協定（TPP）参加について、「賛成」と回答している[25]。
- 原子力発電所に対する考えについて、「当面は必要だが将来的には廃止すべきだ」と回答している[23]。

### ジェンダー問題
- 選択的夫婦別姓制度導入について、「賛成」と回答している[23]。
- 同性婚を法律で認めることについて、「賛成」と回答している[24]。
- クオータ制の導入について、「どちらかといえば賛成」と回答している[24]。

### その他
- 皇族の女性が結婚後も皇室に残る案について、「賛成」と回答している[23]。
- 高校、大学の無償化に対する考えについて、「所得制限を緩和して無償化対象を拡大すべきだ」と回答している[23]。
- 2025年6月1日付で、障害福祉事業・フリースクール事業を展開する株式会社絆ホールディングス（大阪市中央区）の顧問に就任[26]。

## 所属委員会
- 経済産業委員会（野党筆頭理事）（2021年10月～2022年）
- 憲法審査会[27]（2020年1月～2022年）
- 東日本大震災復興特別委員会（2018年1月～2019年12月、2021年10月～）
- 内閣委員会（2016年9月～2021年6月）
- 予算委員会（2016年9月～2017年12月、2019年1月～2021年6月）
- 決算委員会（2018年1月～12月）
- 資源エネルギーに関する調査会（2016年9月～2020年12月）
- 消費者問題に関する特別委員会（2016年9月～2017年12月）

## 選挙歴
| 当落 | 選挙                     | 執行日         | 年齢 | 選挙区       | 政党       | 得票数     | 得票率 | 定数 | 得票順位 /候補者数 | 政党内比例順位 /政党当選者数 |
| ---- | ------------------------ | -------------- | ---- | ------------ | ---------- | ---------- | ------ | ---- | ------------------ | ---------------------------- |
| 当   | 第24回参議院議員通常選挙 | 2016年07月10日 | 50   | 参議院比例区 | 民進党     | 21万5823票 | ーー   | 48   | /                  | 3/11                         |
| 落   | 第26回参議院議員通常選挙 | 2022年07月10日 | 56   | 参議院比例区 | 国民民主党 | 15万9929票 | ーー   | 50   | /                  | 4/3                          |